# Hello Mello
Hello Mello är ett svenskt musikprogram och talangjakt för barn som hade premiär på SVT1 och SVT Play den 27 oktober 2024. Programledare är Malin Olsson och Eric Saade.
I finalen vann Jennifer Aoun med låten "Breaking my heart".

## Tävlingsupplägget
Bland över 1 500 sökande har 25 soloartister, duor och grupper i åldern 13 till 15 år valts ut att tävla i programmet som består av fem deltävlingar och avslutas med en final. I varje deltävling tävlar fem bidrag där två bidrag röstas vidare av tittarna till finalen där totalt 10 bidrag kommer att delta. Musiken spänner över olika genrer och bidragen är skrivna av etablerade låtskrivare och tilldelade artisterna. Vinnaren får en statyett och får uppträda i Melodifestivalen 2025. Programmet sänds live från Studio 1 i TV-huset.

## Deltävlingar och artister
Till final

### Deltävling 1
Deltävlingen hölls söndagen den 27 oktober 2024. Linnea Henriksson uppträdde som gästartist.
| Nr | Artist           | Bidrag                  | Text och musik                                                                                     |
| -- | ---------------- | ----------------------- | -------------------------------------------------------------------------------------------------- |
| 1  | Valencia Montpaz | "Dancing All By Myself" | Christian Fast, Johannes Willinder, Malin Johansson                                                |
| 2  | Leon Frohm       | "Better Days"           | Anderz Wrethov, John-Emil Johansson, Marcus Winther-John                                           |
| 3  | Black Roses      | "Only Strangers"        | Addapinya Kongyim, Albin Landersjö, Eddie Tanttu, Fredrik Andersson, Magnus Karlsson, Pavel Volkov |
| 4  | Sora Elding      | "Stanna tiden"          | Ida Schönbeck, Karolina Walker                                                                     |
| 5  | Grannen Måns     | "Din DJ"                | Ali Jammali, Peter Boström, Sami Rekik, Thomas G:son                                               |

### Deltävling 2
Deltävlingen hölls söndagen den 3 november 2024.
| Nr | Artist        | Bidrag                 | Text och musik                                                         |
| -- | ------------- | ---------------------- | ---------------------------------------------------------------------- |
| 1  | 4Fun          | "Get Right Up"         | Danne Attlerud, Michael Klauss, Thomas Thörnholm                       |
| 2  | August Follin | "Över mig"             | Gustav Blomberg, William Schenberg                                     |
| 3  | Ninija        | "Vi kan börja om igen" | Alexandra Eriksson, Jesper Welander                                    |
| 4  | Osman         | "Droppe i havet"       | Ahmet Salijevic, Emilio Pezoa Amigo, Kevin Hazami, Osman Salijevic     |
| 5  | Ina Lindgren  | "Out Of My Head"       | David Lindgren Zacharias, Herman Gardarfve, Melanie Wehbe, Patrik Jean |

### Deltävling 3
Deltävlingen hölls söndagen den 10 november 2024. Fröken Snusk uppträdde som gästartist.
| Nr | Artist           | Bidrag               | Text och musik                                                                               |
| -- | ---------------- | -------------------- | -------------------------------------------------------------------------------------------- |
| 1  | Edvard E         | "Rör på dig"         | Arash Fahmi Vahid, Edvard Ekdahl Munch, Elias Öberg, Emma-Lee Andersson, John-Emil Johansson |
| 2  | Leo S Maas       | "Will You Ever Know" | Fredrik Andersson, Hilde Schotte, Samira Manners                                             |
| 3  | Maja Söderström  | "Lat"                | Axel Schylström, Joy Deb, Palle Hammarlund, Thomas G:son                                     |
| 4  | Tymur Vasylyshyn | "I’ll Find You"      | Faith Kakembo, Fredrik Sonefors, Linnea Deb, Thomas G:son                                    |
| 5  | Lilly & Leah     | "Nighttime"          | Rasmus Deffler, Yasmine Tahar                                                                |

### Deltävling 4
Deltävlingen hölls söndagen den 17 november 2024.
| Nr | Artist          | Bidrag                       | Text och musik                                             |
| -- | --------------- | ---------------------------- | ---------------------------------------------------------- |
| 1  | Axel            | "Tills månen blir sol"       | Adam "Rymdpojken" Englund, Danny Saucedo, Gustav Blomberg  |
| 2  | Oliver Eriksson | "Numb"                       | Amanda Thomsen, Andreas Poom, Gustav Blomberg              |
| 3  | Betty Lo        | "Varför vill du inte ha mig" | Alexandra Eriksson, Betty Billgren, Jesper Welander        |
| 4  | Sixten Linton   | "Hearts Will Collide"        | Amanda Kongshaug, Gustav Blomberg, Sixten Linton           |
| 5  | Jennifer Aoun   | "Breaking My Heart"          | Jimmy Jansson, Moa "Cazzi Opeia" Carlebecker, Thomas G:son |

### Deltävling 5
Deltävlingen hölls söndagen den 24 november 2024.
| Nr | Artist           | Bidrag           | Text och musik                                                              |
| -- | ---------------- | ---------------- | --------------------------------------------------------------------------- |
| 1  | Kimberly Rydberg | "Through It All" | Calle Hellberg, Karl Flyckt, Patrik Jean, William Segerdahl                 |
| 2  | WillTech         | "EPA i fjällen"  | André Zuniga, Fröken Snusk, Palle Hammarlund, Rasmus Gozzi                  |
| 3  | Leona            | "Över ytan"      | Calle Hellberg, Christoffer Balazik, Lisa Ajax, Max Huss, William Segerdahl |
| 4  | Felix            | "Fever Dream"    | Alexander Laitila, Christoffer Collins, Emelie Eriksson                     |
| 5  | Bianca Rosendahl | "Take My Hand"   | Christoffer Jansson, Johan Jämtberg                                         |

## Final
Finalen hölls söndagen den 1 december 2024.

Vinnare
| Nr | Artist           | Bidrag                       | Text och musik                                                                                     | Placering |
| -- | ---------------- | ---------------------------- | -------------------------------------------------------------------------------------------------- | --------- |
| 1  | Ina Lindgren     | "Out Of My Head"             | David Lindgren Zacharias, Herman Gardarfve, Melanie Wehbe, Patrik Jean                             | 4         |
| 2  | Black Roses      | "Only Strangers"             | Addapinya Kongyim, Albin Landersjö, Eddie Tanttu, Fredrik Andersson, Magnus Karlsson, Pavel Volkov | 5         |
| 3  | Maja Söderström  | "Lat"                        | Axel Schylström, Joy Deb, Pelle Hammarlund, Thomas G:son                                           | 2         |
| 4  | Bianca Rosendahl | "Take My Hand"               | Christoffer Jansson, Johan Jämtberg                                                                | 6         |
| 5  | Lilly & Leah     | "Nighttime"                  | Yasmine Tahar, Rasmus Deffler                                                                      | 6         |
| 6  | Jennifer Aoun    | "Breaking my heart"          | Jimmy Jansson, Moa "Cazzi Opeia" Carlebecker, Thomas G:son                                         | 1         |
| 7  | Sora Elding      | "Stanna tiden"               | Ida Schönbeck, Karolina Walker                                                                     | 6         |
| 8  | 4FUN             | "Get Right Up"               | Danne Attlerud, Michael Klauss, Thomas Thörnholm                                                   | 3         |
| 9  | Betty Lo         | "Varför vill du inte ha mig" | Betty Billgren, Jesper Welander, Alexandra Eriksson                                                | 6         |
| 10 | Kimberly Rydberg | "Through It All"             | Calle Hellberg, Karl Flyckt, Patrik Jean, William Segerdahl                                        | 6         |